# Michał Sternschuss-Staniewski
Michał Sternschuss-Staniewski, także Szternszus-Staniewski (ur. 22 sierpnia 1871 w Ditkowcach, zm. ?) – doktor medycyny, tytularny pułkownik lekarz Wojska Polskiego.

## Życiorys
Urodził się 22 sierpnia 1871 w Ditkowcach w rodzinie żydowskiej o tradycjach patriotycznych, jako syn Adolfa (1835–1913, doktor medycyny) i Róży z domu Goldhaber, był bratem Jana (ur. 1870, doktor medycyny), Adolfa (1873–1915, urzędnik skarbowy, żołnierz Legionów Polskich), Elżbiety (ur. 1880).
Uczył się w C. K. Wyższym Gimnazjum w Tarnopolu, gdzie w 1888 ukończył VIII klasę i zdał chlubnie egzamin dojrzałości (w jego klasie byli m.in. Salomon Sternschuss i Stanisław Stachiewicz).
Pełnił służbę w cesarskiej i królewskiej armii. 1 maja 1912 roku został mianowany na stopień lekarza sztabowego (niem. Stabsarzt), który odpowiadał stopniowi majora. 1 listopada 1916 roku został mianowany na stopień starszego lekarza sztabowego 2. klasy (niem. Oberstabsartzt 2. Klasse), który odpowiadał stopniowi podpułkownika. W latach 1912–1917 był lekarzem c. i k. 44 pułku piechoty.
Po zakończeniu I wojny światowej i odzyskaniu przez Polskę niepodległości został przyjęty do Wojska Polskiego. 24 czerwca 1920 roku został zatwierdzony z dniem 1 kwietnia 1920 roku w stopniu podpułkownika, w korpusie lekarskim, w grupie oficerów byłej armii austriacko-węgierskiej. Pozostawał wówczas w rezerwie personalnej Szpitala Ujazdowskiego.
26 października 1923 roku Prezydent RP Stanisław Wojciechowski zatwierdził go w stopniu tytularnego pułkownika ze starszeństwem z dniem 1 czerwca 1919 w korpusie oficerów stanu spoczynku sanitarnych, grupa lekarzy. W 1934 był przydzielony do Szpitala Okręgowego 6 we Lwowie i pozostawał wówczas w ewidencji Powiatowej Komendy Uzupełnień Lwów Miasto.
Był lekarzem z tytułem doktora. Prowadził zakład kąpielowy w podkrakowskich Swoszowicach.
Został zamordowany podczas Holokaustu i jego rodzina upamiętnia go w Yad-Vashem.
Jego bratem był dr Adolf Stenschuss,,.

## Ordery i odznaczenia
- Krzyż Wielki[20] i Krzyż Komandorski z Gwiazdą Orderu Świętego Grzegorza Wielkiego – Watykan[21]
- Krzyż Komandorski z Gwiazdą Orderu Grobu Świętego – Watykan[21]
- Krzyż Kawalerski Orderu Świętego Sylwestra – Watykan[21]
- Krzyż Pro Ecclesia et Pontifice – Watykan[21]
- Krzyż Pielgrzyma – Watykan[21]
- Krzyż Oficerski Orderu Daniły I – Czarnogóra (14 lutego 1925)[22]
- Krzyż Kawalerski Orderu Franciszka Józefa z dekoracją wojenną – Austro-Węgry
- Brązowy Medal Zasługi Wojskowej z mieczami na wstążce Krzyża Zasługi Wojskowej – Austro-Węgry
- Brązowy Medal Zasługi Wojskowej na czerwonej wstążce – Austro-Węgry
- Brązowy Jubileuszowy Medal Pamiątkowy dla Sił Zbrojnych – Austro-Węgry
- Krzyż Jubileuszowy Wojskowy – Austro-Węgry
- Krzyż Pamiątkowy Mobilizacji 1912–1913 – Austro-Węgry